# Sévère de Vienne
Sévère de Vienne (mort vers 455) est un prêtre indien arrivé Vienne, en France, dans la première moitié du Ve siècle.
Il est vénéré comme saint dans l'Église catholique,, ainsi que dans d'autres confessions,.

## Biographie
Sévère est originaire d'Inde (natione fuisse Indus dicitur), et « illustre par ses ascendants familiaux, assez riche en biens de ce monde », selon la Vita Seueri. Il se fixe à Vienne vers 430. Il mourut en Italie, mais son corps fut ramené à Vienne et enterré dans l'église Saint-Étienne qu'il a lui-même construite. Son entrée dans le Martyrologe romain se lit comme suit:
« A Vienne, en Dauphiné, saint Sévère, prêtre et confesseur qui entreprit un voyage très-pénible pour la prédication de L’Évangile, et étant venu des Indes dans cette ville, il convertit une multitude innombrable de païens à la foi de Jésus-Christ par ses discours et ses miracles. »

## Églises fondées par saint Sévère
- L'église Saint-Étienne (plus tard connue sous le nom d'église Saint-Sévère)
- L'église Saint-Alban-du-Rhône
- L'église Saint-Laurent (peut être à Pipet)[12]
- L'église Saint-Prim[13]
- L'église Saint-Christophe (peut être à Châtonnay)[13]

## Églises dédiées à Saint Sévère
- L'ancienne Église de St Sévère à Vienne. Avec le passage du temps, l'église Saint-Étienne passe sous le vocable de St-Sévère[12]. L'église Saint-Étienne de Vienne fut reconstruite à la fin du XIe siècle[14]. Des vestiges sont encore visibles, encastrés dans un immeuble, 5 place Saint Sévère. L’église existait encore au début du XVIIIe siècle. Elle fut ensuite abandonnée et ce qui en subsistait détruit par un incendie en 1836[13].
- Église Saint-Sévère à Miribel, Drôme[15]
- Église de Saint-Sève à Saint-Sève, Gironde
- Église Saint-Sévère à Chonas-l'Amballan